# Plélo
Plélo är en kommun i departementet Côtes-d'Armor i regionen Bretagne i nordvästra Frankrike. Kommunen ligger i kantonen Châtelaudren som tillhör arrondissementet Saint-Brieuc. År 2022 hade Plélo 3 283 invånare.

## Befolkningsutveckling
Antalet invånare i kommunen Plélo
Referens:INSEE